# Mad (série de televisão)
Mad é uma série de desenho animado estadunidense em esquetes criado por Kevin Shinick e produzido pela Warner Bros. Animation. Baseado na revista de mesmo nome, cada episódio é uma coleção de curtas de diferentes estilos de animação que parodia várias séries de televisão, filmes, jogos eletrônicos, celebridades e outras mídias. A série estreou em 6 de setembro de 2010 no Cartoon Network e foi encerrada em 2 de dezembro de 2013 contando com 103 episódios no total.